# Edyta Małoszyc
Edyta Kazimiera Małoszyc (née le 17 août 1969 à Częstochowa) est une pentathlonienne polonaise, quadruple championne du monde et d"Europe.

## Biographie
Initialement elle pratique la natation dans le club Budowlani Częstochowa, en 1984 elle se tourne vers le pentathlon, elle évolue à Lumel Zielona Góra (1984-1996), KS Gaz Polski Drzonków (1997-2003) et finalement ZKZ Drzonków (2004-2009).

## Palmarès

### Championnats du monde
- 1992 à Budapest,  Hongrie
  -  Médaille d'or en relais
- 1995 à Bâle,  Suisse
  -  Médaille d'or en relais
- 1996 à Sienne,  Italie
  -  Médaille d'or en relais
- 1997 à Moscou,  Russie
  -  Médaille d'argent en relais
- 2001 à Millfield,  Royaume-Uni
  -  Médaille d'argent en équipe
- 2005 à Varsovie,  Pologne
  -  Médaille de bronze en équipe
- 2006 à Guatemala,  Guatemala
  -  Médaille d'or en relais
- 2008 à Budapest,  Hongrie
  -  Médaille de bronze en relais

### Championnats d'Europe
- 1993 à Győr,  Hongrie
  -  Médaille d'or en relais
  -  Médaille de bronze en individuel
- 1995 à Berlin,  Allemagne
  -  Médaille d'or en équipe
- 1997 à Székesfehérvár ,  Hongrie et Moscou,  Russie
  -  Médaille d'or en équipe
  -  Médaille de bronze en individuel
- 2002 à Ústí nad Labem,  République tchèque
  -  Médaille de bronze en équipe
- 2003 à Ústí nad Labem,  République tchèque
  -  Médaille d'argent en équipe
- 2004 à Albena,  Bulgarie
  -  Médaille de bronze en équipe
- 2005 à Montepulciano,  Italie
  -  Médaille d'argent en équipe
  -  Médaille de bronze en individuel
- 2006
  -  Médaille d'or en relais

### Championnats de Pologne
- 1992  Médaille d'argent
- 1993  Médaille d'argent
- 1995  Médaille d'argent
- 1997  Médaille de bronze
- 2002  Médaille d'argent
- 2001  Médaille d'argent
- 2002  Médaille de bronze
- 2003  Médaille d'argent
- 2007  Médaille de bronze